# Министерство иностранных дел Чехии
Министерство иностранных дел Чешской Республики (чеш. Ministerstvo zahraničních věcí České republiky, MZVČR) — одно из министерств правительства Чешской Республики, которое отвечает за внешнюю политику страны. Министерство руководит сетью дипломатических представительств за рубежом. Оно располагается в Чернинском дворце в Градчанах, неподалёку от зданий других органов власти Чехии.
Министерство возглавляет Министр иностранных дел Чехии, а кандидатов на эту должность выдвигает Премьер-министр Чехии. Действующим министром является Ян Липавский, который занимает эту должность с 17 декабря 2021 года.

## Обязанности министерства
- Координировать деятельность министерств и других государственных органов в сфере международных отношений.
- Обеспечивать защиту прав и интересов Чешской Республики и её граждан за границей.
- Управлять сетью посольств.
- Быть в контакте с зарубежными органами власти и с иностранными чиновниками, которые находятся как в Чехии, так и за рубежом.
- Выполнять обязанности по администрированию собственности чешского правительства за рубежом.
- Координировать и проводить подготовку, переговоры и обсуждения относительно международных договоров.
- Следить за соблюдением Чехией международных договоров, которые она подписала.
- Предоставлять разрешение на импорт и экспорт военного оборудования.
- Организовывать выборы в Палату депутатов Парламента Чехии за рубежом и выполнять некоторые функции по подготовке выборов в Европейский парламент.

## Список министров
- Йозеф Зеленец (1993—1997)
- Ярослав Шедивый (1997—1998)
- Ян Каван (1998—2002)
- Кирил Свобода (2002—2006)
- Александр Вондра (2006—2007)
- Карел Шварценберг (2007—2009)
- Ян Когоут (2009—2010)
- Карел Шварценберг (2010—2013)
- Ян Когоут (2013—2014)
- Любомир Заоралек (2014—2017)
- Мартин Стропницкий (2017—2018)
- Томаш Петржичек (2018—2021)
- Якуб Кульганек (2021)
- Ян Липавский (с 2021)